# Stephen David Nash
Stephen David Nash (Clacton-on-Sea, 15 agosto 1954) è un illustratore e fotografo inglese, specializzato principalmente in primati.
Attualmente lavora presso il Dipartimento di Scienze Anatomiche della Stony Brook University di Long Island, New York (USA).

## Biografia

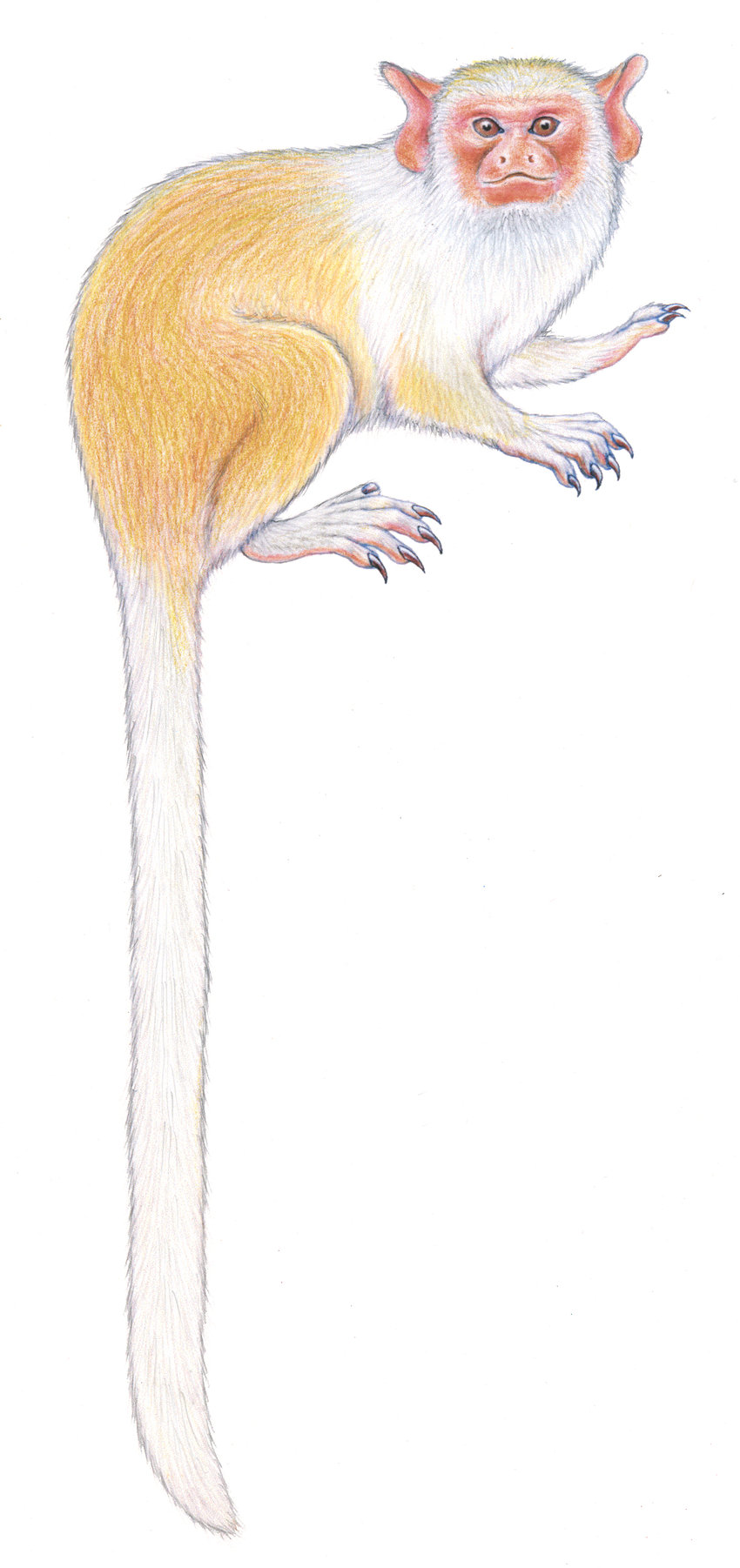
Lo uistitì amazzonico Mico munduruku in un disegno di Stephen D. Nash

Nash trascorse gli anni scolastici a Clacton-on-Sea, frequentando prima la Holland Park County Primary School e poi la Colbayn's High School, dove ottenne il diploma nel 1973. In seguito studiò arte e design presso la Colchester School of Art, la Middlesex University e il Royal College of Art, conseguendo nel 1979 il titolo di Bachelor of Arts in graphic design (illustrazione scientifica) e nel luglio 1982 il titolo di Master of Arts in illustrazione naturalistica. Originariamente Nash voleva diventare illustratore medico, ma un incontro con i callitricidi allo Zoo di Londra lo spinse a cambiare i suoi progetti professionali. Dal 1982 collabora con Russell Mittermeier, presidente del Gruppo di Specialisti dei Primati dell'IUCN/SSC e presidente di Conservation International, e con Anthony B. Rylands, vicepresidente dello stesso gruppo specialistico. Con la fondazione di Conservation International nel 1987, Nash divenne nel 1989 il suo illustratore scientifico ufficiale. Nel 1990 sposò Luci Betti, anch'essa illustratrice. Nash ha realizzato illustrazioni per numerosi libri, articoli scientifici e materiali educativi dedicati alla conservazione della natura, tra cui le opere Monkeyshines on the Primates: A Study of Primatology (1994), Lemurs of Madagascar (1994), Primates of West Africa: Pocket Identification Guide (2010), e il terzo volume dell'opera Handbook of the Mammals of the World, dedicato ai primati (2013). Nel 2009 Nash ha creato inoltre il logo della rivista scientifica ad accesso aperto Journal of Threatened Taxa.

## Riconoscimenti
Nel 2002 Nash venne omaggiato da Marc van Roosmalen e Russell Mittermeier, che scelsero il suo nome per battezzare una nuova specie di primate, il callicebo di Stephen Nash (Plecturocebus stephennashi). Nel 2004 ha ricevuto il President's Award della American Society of Primatologists, e nel 2008 è stato insignito della PSGB Occasional Medal dalla Primate Society of Great Britain.

## Opere illustrate
- Birds in the Tanjung Puting National Park, Kalimantan Tengah Province, 1986
- The Birds of Java and Bali, 1989
- The Birds of Sumatra and Kalimantan, 1991
- Sold for a song: the trade in Southeast Asian non-CITES birds, 1993
- Monkeyshines on the Primates: A Study of Primatology, 1994
- Lemurs of Madagascar, 1994
- From Steppe to Store, 1995
- Primate Adaption and Evolution, 1999
- North American Regional Studbook for White-cheeked Gibbon Nomascus leucogenys and Golden-cheeked Gibbon Nomascus gabriellae, 2000
- Primates of Colombia, 2005
- Libro rojo de los mamíferos de Colombia, 2006
- Monkeys of the Atlantic Forest, 2007
- Primates of West Africa: Pocket Identification Guide, 2010
- Handbook of the Mammals of the World, Volume 3: Primates, 2013
- Monkeys of Peru: Pocket Identification Guide, 2015
- Primates of East Africa: Pocket Identification Guide, 2018
- Field Guide to the Primates of Indonesia, 2021